# 체스960

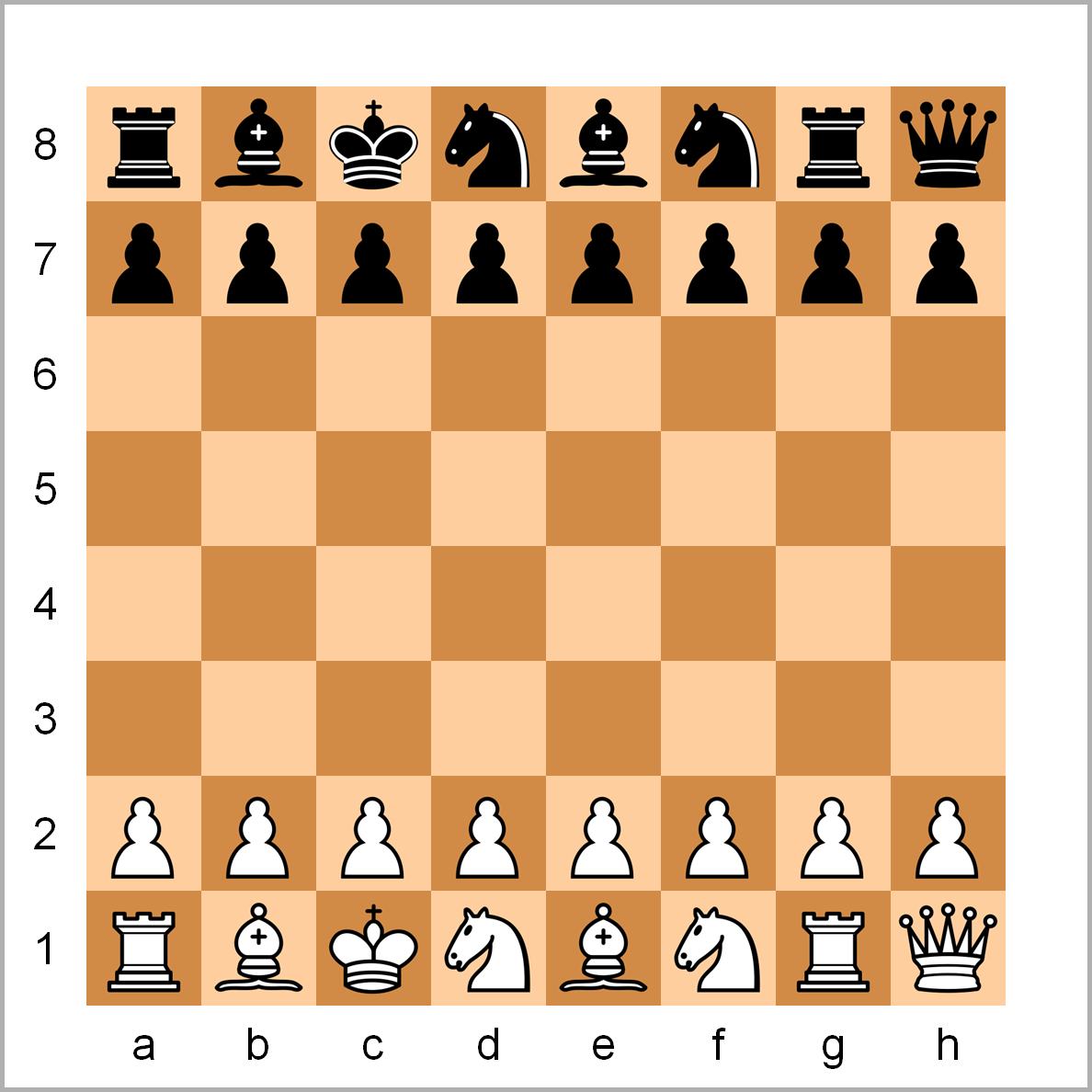

체스960(Chess960) 또는 피셔 랜덤 체스(Fischer Random Chess)는 전 세계 체스 챔피언 바비 피셔가 1996년에 고안한 변형 체스이다. 첫 행과 마지막 행에 있는 기물들의 위치가 무작위, 대칭으로 바뀐 상황에서 시작한다. 체스가 오프닝을 외우는 경기로 변하는 것을 막기 위해 만들어졌다.

## 시작 배치
시작 배치는 다음 규칙을 만족시켜야 한다.
- 첫 행과 마지막 행에 있는 기물들의 위치를 무작위로 정한다.
- 백의 기물과 흑의 기물의 배치는 같아야 한다.
- 킹은 두 룩 사이에 있어야 한다.
- 비숍은 서로 다른 색깔의 칸에 있어야 한다.

이를 만족시키는 시작 배치의 개수는 960개이다.

## 캐슬링
캐슬링은 'a-사이드 캐슬링'(일반 체스에서 퀸사이드 캐슬링)과 'h-사이드 캐슬링'(일반 체스에서 킹사이드 캐슬링)이 있다. a사이드 캐슬링은 킹을 c1(흑은 c8), a열에 가까운 쪽의 룩을 d1(흑은 d8)에 놓는 방식으로 진행되고, h사이드 캐슬링은 킹을 g1(흑은 g8)에, h열에 가까운 쪽의 룩을 f1(흑은 f8)에 놓는 방식으로 진행된다. 일반 체스에서의 캐슬링 규칙은 모두 동일하게 적용되며, 캐슬링 뒤 킹과 룩의 포지션은 일반 체스에서와 같다.

## 같이 보기
- 체스
- 바둑
- 변형 체스